# Alejandro Amezcua Sánchez
Santiago Alejandro Amezcua Sánchez, nació en 30 de octubre de 1956 médico de la Universidad Michoacana de San Nicolás de Hidalgo (UMSNH).
Está casado con Rosa Maria Gudiño Villaseñor con la cual tuvo 4 hijos; Rosa Maria, Alejandro, Samuel y Juan Pablo, abuelo de 3 nietos.

## Política
Fue presidente municipal de Sahuayo de morelos  en el periodo 2008 - 2011 y fue presidente del partido en el comité municipal de Partido Revolucionario Institucional (PRI) de Sahuayo.
También presidente del Club de Fútbo Huaracheros de Sahuayo.

## Comercio
Mantuvo relaciones comerciales como Abarrotero en Villahermosa Tabasco  y en Apatzingán Michoacán.
Formador de la primera industria textilera de Sahuayo.